# Joanis Persakis
Joanis Persakis (gr.: Ιωάννης Περσάκης, Io̱ánni̱s Persáki̱s; ur. 1877 w Atenach, zm. 1943) – grecki lekkoatleta (trójskoczek), uczestnik  igrzysk olimpijskich w 1896. Brat Petrosa, także medalisty z tych igrzysk.
Na igrzyskach Persakis wystartował w jednej konkurencji. W pierwszej konkurencji nowożytnych igrzysk olimpijskich, czyli konkursie trójskoku, zajął trzecie miejsce pośród siedmiu startujących. Grek uzyskał 12,52 m, co było wynikiem zaledwie o 5 cm gorszym od jego rekordu życiowego. Persakis przegrał z Jamesem Connollym o 1,19 m i z Francuzem Alexandre’em Tuffèrim o 18 cm.
W tym samym roku zajął pierwsze miejsce na pierwszych igrzyskach panhelleńskich (skoczył 12,44 m). Na olimpiadzie w Atenach pobił rekord kraju.
Rekord życiowy – 12,57 m (1896).